# الهيئة المصرية العامة للمواصفات والجودة
الهيئة المصرية العامة للمواصفات والجودة هي هيئة حكومية مصرية تتبع وزارة الصناعة، تعد المرجع القومي المعتمد في مصر المنوط بها القيام بجميع أنشطة إعداد وإصدار المواصفات القياسية المصرية فضلاً عن أنشطتها المختلفة في مجال توكيد الجودة وتقييم المطابقة للمنتجات والاختبارات والمعايرات الصناعية، أنشئت الهيئة بموجب قرار رئيس الجمهورية رقم 2 لسنة 1957 الخاص بإنشاء الهيئة المصرية العامة للتوحيد القياسي.

## التشريعات المنظمة
- قانون رقم 2 لسنة 1957 في شأن التوحيد القياسي.[3]
- قرار رئيس الجمهورية رقم 29 لسنة 1957 في شأن إنشاء الهيئة المصرية للتوحيد القياسي.
- قرار رئيس الجمهورية رقم 166 لسنة 1965 في شأن الهيئة المصرية العامة للتوحيد القياسي.[4]
- قرار رئيس الجمهورية رقم 392 لسنة 1979 في شأن تنظيم الهيئة المصرية العامة للتوحيد القياسي وجودة الإنتاج «ضم إلى الهيئة بموجب القرار مركز ضبط جودة الإنتاج الصناعي».[5]
  - ألغي بموجبه:
    - قرار رئيس الجمهورية رقم 29 لسنة 1957.
    - قرار رئيس الجمهورية رقم 166 لسنة 1965.

  - التعديلات:
    - قرار رئيس الجمهورية رقم 59 لسنة 1987.[6]
- قرار رئيس الجمهورية رقم 83 لسنة 2005 في شأن تعديل مسمى الهيئة إلى الهيئة المصرية العامة للمواصفات والجودة على أن تتبع وزير الصناعة والتجارة الخارجية.[7]

## نبذة عن الهيئة
- أنشئت الهيئة بالقرار الجمهورى رقم 2 لسنة 1957 الخاص بإنشاء الهيئة المصرية العامة للتوحيد القياسى وفي نفس العام إنضمت إلى عضوية منظمة الأيزو العالمية.
- صدر القرار الجمهورى رقم 392 لسنة 1979 بإنشاء مركز ضبط الجودة وضمه إلى هيكل الهيئة كما تم تعديل تسميتها إلى الهيئة المصـرية العامـة للتوحيد القـياسى وجـودة الانتـاج.
- صدر القرار الجمهورى رقم 83 لسنة 2005 بتعديل مسمى الهيئة إلى الهيئة المصرية العامة للمواصفات والجودة.

## وظائف الهيئة
الهيئة المصرية العامة للمواصفات والجودة هي المرجع القومى المعتمد والجهة الرسمية الوحيدة في مصر المنوط بها القيام بجميع أنشطة إعداد وإصدار المواصفات القياسية المصرية فضلاً عن أنشطتها المختلفة في مجال توكيد الجودة وتقييم المطابقة للمنتجات والاختبارات والمعايرات الصناعية بهدف رفع جودة المنتجات المصرية بما يجعلها قادرة على المنافسة في الأسواق الدولية والمحلية وكذلك حماية المستهلك والبيئة بالإضافة إلى تمثيل الدولة في المنظمات الدولية والإقليمية في مجالات المواصفات والجودة والمعايرات والاختبارات.

## الخدمات التي تقدمها الهيئة

### تتلخص مهام وأنشطة الهيئة في النقاط التالية
- تمثيل الدولة في عضوية المنظمات الدولية والإقليمية في مجالات المواصفات والجودة والمقاييس والمعايرة.
- تمثيل مصر في عضوية مجلس إدارة المنظمة الأفريقية للتوحيد القياسى (ARSO) بالإضافة إلى المشاركة الفعالة في أنشطة المنظمة باللجان الفنية المختلفة.
- تمثيل مصر في عضوية مجلس إدارة معهد القياسات والمعايير لدول العالم الإسلامى (SMIIC) بالإضافة إلى المشاركة الفعالة في أنشطة المعهد باللجان الفنية المختلفة.
- إعداد واصدار المواصفات القياسية المصرية.
- الترخيص بمنح علامة الجودة وشهادات المطابقة للمنتجات المصرية في المجالات المختلفة.
- ابداء المشورة والدعم الفني في مجالات المواصفات والجودة والمقاييس والمعايرة.
- معايرة أجهزة القياس والاختبار للشركات والمنشآت الصناعية.
- إجراء الفحوص والاختبارات المعملية.
- توفير المعلومات في مجالات المواصفات والجودة والمقاييس والمعايرة وامداد الجهات المعنية بها.
- تدريب العاملين بالصناعة والجهات المعنية الأخرى على كافة أنشطة المواصفات والجودة والفحص والاختبار والقياس والمعايرة نظرياً وعملياً من خلال مركز التدريب بالهيئة.
- القيام بمهام نقطة الاستفسار فيما يتعلق باتفاقية العوائق الفنية على التجارة(TBT) .
- المشاركة في أعمال التصويت على مشاريع المواصفات التي تصدرها منظمة الأيزو العالمية (ISO) .
- المشاركة في أعمال هيئة دستور الأغذية الدولية (كودكس) CODEX .
- التعاون مع المنظمة العربية للتنمية الصناعية والتعدين (AIDMO) في إصدار المواصفات العربية الموحدة.

### مخطط العمل بالهيئة على المدى القريب
- الانتهاء من مراجعة وتحديث جميع المواصفات المصرية السابق صدورها في ضوء أحدث المرجعيات الدولية.
- مواكبة التطورات العالمية من حيث التوافق مع المواصفات الدولية ونظم الجودة والاختبارات والمعايرات والمطابقة المعمول بها دولياً.
- وضع الأولوية في إعداد المواصفات القياسية المصرية للموضوعات ذات الصلة بمتطلبات الصحة والسلامة والتوافق البيئى.
- التوافق مع اتفاقية العوائق الفنية على التجارة (TBT) .
- تحديث وميكنة أساليب العمل بالهيئة وتقديم الخدمات للمستفيدين بالوسائل الالكترونية.
- إنشاء فروع للهيئة في أماكن التجمعات الصناعية الرئيسية بمحافظات الجمهورية المختلفة.
- تحديث وتطوير معامل الاختبارات بالهيئة بحيث يمكن إجراء جميع الاختبارات المنصوص عليها بالمواصفات القياسية المصرية والدولية مع ميكنة أسلوب العمل بهذه المعامل لزيادة دقة واعتمادية النتائج.
- اعتماد معامل الهيئة بما يحقق الاعتراف الدولى بنتائجها.

### التطوير والتحديث المستمر للهيئة بإستكمال المشروعات الآتية
- مشروع إنشاء معمل اختبارات التكييف.
- مشروع إنشاء معمل لاختبار لمبات الليد.
- افتتاح معامل جديدة تخص اختبارات كفاءة الطاقة والأداء للمراوح.
- إنشاء محطة للاستفادة من الطاقة الشمسية.
- مشروع التوأمة المؤسسية مع الاتحاد الأوروبى والذى يستهدف تطوير البنية المؤسسية للهيئة بما يكفل تطوير أدائها في كافة أنشطتها (المواصفات والجودة وتقييم المطابقة).
- الاستفادة من المكون الخاص بدعم نشاط إعداد المواصفات الوطنية وتطوير البنية المؤسسية لنشاط تقييم المطابقة والمخصص للهيئة ضمن مشروع تعزيز التجارة TDMEP الممول من الاتحاد الأوروبى.

### مخطط العمل بالهيئة على المدى البعيد
الوصول بمعدلات الأداء بالهيئة إلى المستوى المناظر لهيئات التوحيد القياسى بالدول المتقدمة من حيث معدلات الاداء.
الوصول بمعامل الاختبار والمعايرات الصناعية بالهيئة لتكون معامل مركزية اقليمية بالمنطقة العربية.
تحويل الهيئة إلى هيئة اقتصادية ذات موارد ذاتية ولوائح خاصة.
اعتماد مركز التدريب والاستشارات كمركز إقليمى لخدمة المهتمين والمتخصصين بمجالات المواصفات والجودة في المنطقة العربية والأفريقية.

## التعاون الدولي والمحلى
تمثل الهيئة جمهورية مصر العربية في كافة المنظمات واللجان الدولية والأقليمية التي يدخل نشاطها في مجال اختصاص الهيئة وتنسيق أعمال التوحيد القياسى مع نظائرها في الخارج ومتابعة أعمال هذه المنظمات واللجان الفنية التابعة لها.

### وتقوم الهيئة بالمهام التالية
- متابعة أعمال المنظمات الدولية والإقليمية المعنية بالمواصفات والجودة وكذلك هيئات المواصفات الأعضاء بها وإعداد الدراسات اللازمة بشأن الموضوعات ذات الأهمية والمتعلقة بسياسات هذه المنظمات.
- المشاركة في المؤتمرات والاجتماعات الدولية والإقليمية.
- إعداد الترتيبات اللازمة لعقد الندوات وورش العمل مع الجهات الأجنبية بجمهوية مصر العربية.
- إتخاذ الإجراءات اللازمة لعقد وتفعيل بنود مذكرات التفاهم الثنائية فيما يتعلق بالمواصفات والجودة والأنشطة المتعلقة بها مع الدول العربية والأجنبية بالتنسيق مع كل من قطاع الإتفاقات التجارية والتمثيل التجارى المصرى.
- بيع مواصفات مصرية وأدلة المواصفات القياسية المصرية للجهات المحلية.
- إعداد بيانات بأحدث إصدارات المواصفات القياسية الدولية والأجنبية وكذلك المواصفات القياسية المصرية.
- تنظيم ومتابعة جميع ما يتعلق بالبعثات والمنح التي تقدم للهيئة من الجهات الأجنبية
- تزويد الهيئات الأجنبية بالمواصفات القياسية المصرية.

### التعاون على المستوى الدولي والمحلي
تقوم الهيئة بنشاط واسع على المستوى الدولى والإقليمى، فهى عضو في المنظمات الدولية والإقليمية والجمعيات والإتحادات التالية:
- المنظمة الدولية للتوحيد القياسي ISO .
- المنظمة الدولية للمعايرات القانونية OIML .
- المنظمة الأفريقية الإقليمية للتوحيد القياسي ARSO .
- المنظمة العربية للتنمية الصناعية والتعدين AIDMO .
- اللجنة الأوروبية للمواصفات CEN .

كما ان الهيئة عضو في اللجان الدولية التالية:
- اللجنة الدولية لشئون الدول النامية ISO / DEVCO .
- اللجنة الدولية لشئون المستهلك ISO / COPOLCO .
- اللجنة الدولية لتقييم المطابقة ISO / CASCO .
- اللجنة الدولية لدستور الأغذية CODEX .

الهيئة عضو في عدد (315) لجنة فنية من لجان الأيزو، وعدد (8) لجان فنية في المنظمة الأفريقية الإقليمية للتوحيد القياسى ARSO وعدد (4) لجان فنية من اللجنة الأوروبية للمواصفات CEN ، وتتولى الهيئة الامانة الفنية لعدد (14) لجنة فنية من لجان المنظمة العربية للتنمية الصناعية والتعدينAIDMO .
ومنذ أن وقعت مصر على اتفاقية منظمة التجارة العالمية WTO في عام 1995، أنشات الهيئة نقطة الاستفسار المصرية لاتفاقية العوائق الفنية على التجارة WTO / TBT وذلك فيما يخص التشريعات الفنية والمواصفات القياسية ونظم تقييم المطابقة كذلك أنشأت الهيئة مجموعة من اللجان الوطنية المناظرة للجان الدولية على النحو التالى:.
- اللجنة المصرية لدستور الأغذية CODEX .
- اللجنة المصرية الدولية لشئون المستهلك COPOLCO .
- اللجنة المصرية المناظرة للجنة الدولية لتقييم المطابقة CASCO .
- اللجنة الفنية المصرية المناظرة للجنة الفنية الدولية ISO / TC 176لنظم إدارة الجودة
- لجنة البيئة المناظرة للجنة الفنية الدولية ISO / TC 207
- اللجنة الفنية الوطنية المناظرة ISO/PC 277 الخاصة بالشراء المستدام.
- اللجنة الفنية الوطنية المناظرة ISO/PC 278 الخاصة بمكافحة الرشوة.
- اللجنة الفنية الوطنية المناظرة ISO SR الخاصة بالمسئولية المجتمعية.

توقيع مذكرات تفاهم وبرامج تعاون ثنائية في مجال أنشطة المواصفات وتقييم المطابقة مع الهيئات الأجنبية والعربية المناظرة في الدول التالية:
دول أجنبية:
- الصين - فرنسا - بريطانيا - أستراليا - أوكرانيا - ألمانيا - الجمعية الأمريكية للاختبار والمواد ASTM - نيجيريا – ماليزيا – التشيك – مالطا – الهند – اليونان – بولندا – المنظمة الأفريقية للتوحيد القياسي ARSO – كوريا الجنوبية – تركيا – البرازيل – أندونسيا – اللجنة الأوروبية للمواصفات CEN – روسيا - أوغندا - كينيا
دول عربية:
الأردن - البحرين - السعودية - السودان - العراق-الكويت -	المغرب -	اليمن
تونس - سوريا - عمان - فلسطين - قطر - لبنان
توقيع بروتوكولات تعاون مع جهات محلية:
- بروتوكول تعاون بين الهيئة وكلية هندسة المطرية – جامعة حلوان في مجال إعداد المواصفات القياسية الخاصة بالسيارات ومكوناتها.
- بروتوكول تعاون بين الهيئة والمركز القومى للبحوث في مجال تحقيق مبادئ توكيد الجودة لمعامل المنتجات والسلع الهندسية والكيماوية والغذائية والغزل والنسيج.
- بروتوكول تعاون بين الهيئة وجامعة أسيوط في مجال إجراء الدراسات والبحوث ذات العلاقة بجودة الإنتاج والمطابقة للمواصفات المعتمدة فيما يخص محافظات الصعيد.
- بروتوكول تعاون بين الهيئة و الأكاديمية العربية للعلوم والتكنولوجيا والنقل البحري (معهد الإنتاجية والجودة بالأسكندرية التابع للأكاديمية).
- بروتوكول تعاون بين الهيئة وكلية الهندسة – جامعة القاهرة في مجال إعداد المواصفات القياسية في مجال المنتجات الإلكترونية والنظم الهندسية.
- بروتوكول التعاون بين الهيئة وشركة SGS بشأن الدورات التدريبية في مجالات نظم الإدارة وعقد الندوات وورش العمل المشتركة.
- بروتوكول تعاون بين الهيئة وكلية الهندسة – جامعة عين شمس .
- بروتوكــــــــول تعــــــــاون بين الهيئة والشركة الهندسية للصناعات البترولية والكيماوية انبي.
- بروتوكول تعاون بين الهيئة وجمعية رجال أعمال إسكندرية في مجال أنشطة المواصفات.
- بروتوكول تعاون بين الهيئة وشركة مصر للطيران للخدمات الطبية.
- بروتوكول تعاون بين الهيئة والشعبة القومية الكهربائية الفنية الدولية IEC في مجال تطوير المواصفات الكهروتقنية.
- بروتوكول تعاون بين الهيئة و نقابة المهندسين العامة في مجال تطبيق المواصفات القياسية المصرية في جميع المجالات الهندسية.
- بروتوكول تعاون بين الهيئة ومركز تحديث الصناعة في إطار تقديم خدمات المواصفات والجودة وتقييم المطابقة للمنشآت الصناعية المختلفة.
- بروتوكول تعاون بين الهيئة والهيئة العامة للرقابة على الصادرات والواردات في مجالات الفحص والاختبار والتدريب والمعايرات الصناعية.
- بروتوكول تعاون بين الهيئة والمعهد القومى للجودة في مجال التدريب والتأهيل والاستشارات والدعم الفنى.

## الجهات التابعة
- المعهد القومى للجودة.
- شركة حلال في مصر.[8]

## وصلات خارجية
- الهيئة المصرية العامة للمواصفات والجودة